# Barhabise (Sankhuwasabha)
Barhabise – gaun wikas samiti we wschodniej części Nepalu w strefie Kośi w dystrykcie Sankhuwasabha. Według nepalskiego spisu powszechnego z 2001 roku liczył on 636 gospodarstw domowych i 3464 mieszkańców (1718 kobiet i 1746 mężczyzn).